# Lista delle forze aeree
Questa lista raccoglie in ordine alfabetico i nomi attuali e storici con le relative coccarde delle forze aeree istituite nelle Nazioni che si sono dotate di una componente aerea militare, siano esse forze armate indipendenti, da marine, da eserciti e da guardie costiere. Alla fine della pagina si trova un elenco di nazioni non più esistenti, che avevano adottato una forza aerea. I nomi in corsivo indicano i casi in cui la nazione non è internazionalmente riconosciuta come stato sovrano, ma è comunque presente una forza aerea indipendente.

## A
| Nazione           | | | | Anno di fondazione |
| Nazione           | Forze aeree Nome in lingua originale Denominazione internazionale in lingua ingleseAttualePrecedente | Forze aeree Nome in lingua originale Denominazione internazionale in lingua ingleseAttualePrecedente                                                                       | Forze aeree Nome in lingua originale Denominazione internazionale in lingua ingleseAttualePrecedente | Anno di fondazione |
| ----------------- | --- | --- | --- | ------------------ |
| Abcasia           | | Aeronautica militare dell'Abcasia ? Abkhazian Air Force | | 1992               |
| Afghanistan       | | Forza aerea dell'Esercito Nazionale afghano De Afghan Hauai Quvah | | 2002               |
| Afghanistan       | | Aeronautica militare e Difesa aerea dello Stato islamico dell'Afghanistan Air and Air Defense Force of the Islamic State of Afghanistan (Mujahidin)                        | | 1996-2001          |
| Afghanistan       | | Aeronautica dell'Esercito dell'Emirato islamico dell'Afghanistan ? Army Air Force of the Islamic Emirate of Afghanistan (Taliban)                                          | | 1996-2001          |
| Afghanistan       | | Aeronautica militare e Difesa aerea dello Stato islamico dell'Afghanistan ? Air and Air Defense Force of the Islamic State of Afghanistan                                  | | 1992-1996          |
| Afghanistan       | | Aeronautica militare repubblicana afghana ? (De Afghan Hanoi Quirah) Afghan Republican Air Force                                                                           | | 1983-1992          |
| Afghanistan       | | Aeronautica dell'Esercito afghano ? (De Afghan Hawa-e Quvah) Afghan Army Air Force                                                                                         | | 1980-1983          |
| Afghanistan       | | Aeronautica militare repubblicana afghana ? (De Afghan Hanoi Quirah) Afghan Republican Air Force                                                                           | | 1973-1979          |
| Afghanistan       | | Regia Aeronautica militare afgana ? Royal Afghan Air Force | | 1948-1973          |
| Afghanistan       | | Aeronautica militare afgana ? (Afghan Hawa-e Ourdou) Afghan Air Force | | 1937-1947          |
| Afghanistan       | | Arma aerea dell'Esercito afghano ? Afghan Military Air Arm | | 1924-1929          |
| Albania           | | Forza aerea albanese Forca Ajrore Albanian Air Force | | 1991               |
| Albania           | | | 1960-1990                                                                                            |                    |
| Albania           | | | 1958-1960                                                                                            |                    |
| Albania           | | | 1951-1957                                                                                            |                    |
| Albania           | | Corpo aereo albanese ? Albanian Air Corps | | 1914-1939          |
| Algeria           | | Aeronautica militare algerina ﺍﻟﻘﻮﺍﺕ الجوية ﺍﻟﺠﺰﺍﻳﺮﻳـة (Al-Quwwat al-Jawwiyya al-Jaza'iriyya) Algerian Air Force                                                           | | 1962               |
| Angola            | | Aeronautica militare popolare dell'Angola e Difesa aerea e Antiaerea Força Aérea Popular de Angola y Defesa Aérea y Antiaérea People's Air and Air Defence Force of Angola | |                    |
| Angola            | | Aeronautica militare popolare di Angola/Difesa antiaerea Força Aérea Popular de Angola/Defesa Anti-Aviões Angolan People's Air Force/Anti-Aircraft Defence                 | | 1976-?             |
| Antigua e Barbuda | | Antigua and Barbuda Defence Force Air Wing | | 2022               |
| Arabia Saudita    | | Regia Aeronautica Saudita ﺍﻟﻘﻮﺍﺕ الجوية ﺍﻟﺴﻌﻮﺩﻳـة (Al-Quwwat al-Jawwiyya al-Sa'udiyya) RSAF - Royal Saudi Air Force                                                        | | 1950               |
| Argentina         | | Aeronautica militare argentina Fuerza Aérea Argentina Argentine Air Force                                                                                                  | | 1945               |
| Argentina         | | Servizio aeronautico dell'Esercito (argentino) Servicio Aéronautico del Ejército                                                                                           | | 1912-1945?         |
| Argentina         | | Aviazione navale (Argentina) Aviación Naval Argentine Naval Aviation | | 1919               |
| Argentina         | | Aviazione dell'Esercito (Argentina) Aviación del Ejército Argentine Army Aviation                                                                                          | | 1956               |
| Argentina         | | Aviazione della Prefettura Navale Aviación de la Prefectura Naval Coast Guard Air Service                                                                                  | | 1970s              |
| Argentina         | | Direzione dell'Aeronautica della Gendarmeria Dirección de Aeronáutica de Gendarmería Border Guard Air Service                                                              | | 1955               |
| Armenia           | | Aeronautica militare armena Հայաստանի Ռազմաօդային Ուժեր (Hayastani R'azmao'dayin Owjher) Armenian Air Force                                                                | | 1992               |
| Australia         | | Aeronautica militare australiana RAAF - Royal Australian Air Force | | 1921               |
| Australia         | | Corpo aereo australiano Australian Air Corps | | 1921               |
| Australia         | | Corpo di volo australiano Australian Flying Corps | | 1914-1921          |
| Australia         | | Arma aerea della flotta della Regia marina australiana Royal Australian Navy Fleet Air Arm                                                                                 | | 1947               |
| Australia         | | Aviazione dell'Esercito australiano Australian Army Aviation | | 1968               |
| Austria           | | Aeronautica militare austriaca Österreichische Luftstreitkräfte Austrian Air Force                                                                                         | | 1955               |
| Austria           | | Comando austriaco dell'Aeronautica militare (tedesca) Luftwaffen Kommando Österreich (German) Air Force Command of Austria                                                 | | 1938-1945          |
| Austria           | | Heimwehr Flieger Korps | | 1927-1938          |
| Azerbaigian       | | Aeronautica militare dell'Azerbaijan Azərbaycan hərbi hava qüvvələri AzAF - Azerbaijan Air Force                                                                           | | 1991               |

## B
| Nazione              | | | | Anno di fondazione |
| Nazione              | Forze aeree Nome in lingua originale Denominazione internazionale in lingua ingleseAttualePrecedente | Forze aeree Nome in lingua originale Denominazione internazionale in lingua ingleseAttualePrecedente                                                                                   | Forze aeree Nome in lingua originale Denominazione internazionale in lingua ingleseAttualePrecedente | Anno di fondazione |
| -------------------- | --- | --- | --- | ------------------ |
| Bahamas              | | Forza di difesa aerea bahamense Royal Bahamas Defence Force Air Wing | | 1981               |
| Bahrein              | | Regia forza aerea del Bahrein ? RBAF - Royal Bahraini Air Force | | 2002               |
| Bahrein              | | Bahrain Ameri Air Force | | 1987-2002          |
| Bahrein              | | Bahrain Defence Force Air Wing | | 1977-1987          |
| Bahrein              | | Regia aviazione navale del Bahrein ? Royal Bahraini Navy | | 1987               |
| Bangladesh           | | Aeronautica militare del Bangladesh বাংলাদেশ বিমান বাহিনী (Bangladesh Biman Bahini) Bangladesh Air Force                                                                                        | | 1971               |
| Barbados             | | Forze di difesa di Barbados Barbados Defence Force | | 1981               |
| Belgio               | | Componente aerea delle forze armate del Belgio Composante Air de l'armée belge Belgian Air Force                                                                                       | | 1946               |
| Belgio               | | Militair Vliegwezen, Aviation militaire | | 1915-1940          |
| Belgio               | | Compagnie des ouvries et aérostiers | | 1910-1915          |
| Belize               | | Componente aerea delle forze di difesa del Belize Belize Defence Force Air Wing | | 1983               |
| Benin                | | Aeronautica militare popolare del Benin Force Aérienne Populaire de Benin Benin Air Force                                                                                              | | 1990               |
| Benin                | | Aeronautica militare popolare del Benin | | 1975-1990          |
| Benin                | | Force Aérienne de Dahomey Dahomey Air Force | | 1961-1975          |
| Bhutan               | | Aeronautica militare del Bhutan Royal Bhutan Army Air Wing | |                    |
| Bielorussia          | | Aeronautica militare e Difesa antiaerea bielorussa Военно-воздушные силы и войска противовоздушной обороны (Voenno-vozdušnye sily i vojska protivovozdušnoj oborony) Belarus Air Force | | dopo il 1995       |
| Bielorussia          | | Aeronautica militare della Bielorussia ? Belarus Air Force | | 1991-1995          |
| Bolivia              | | Aeronautica militare boliviana Fuerza Aérea Boliviana Bolivian Air Force | | 1923               |
| Bosnia ed Erzegovina | | Aeronautica e Difesa Anti-Aerea di Bosnia ed Erzegovina Zračne Snage i Protivzračna Odbrana Bosne i Hercegovine Air Force and Air Defense of Bosnia and Herzegovina                    | | 2007               |
| Bosnia ed Erzegovina | | Aeronautica militare della Repubblica Srpska Ратно Ваздухопловство и ПВО ВРС (Ratno Vazduhoplovstvo i PVO VRS) Republika Srpska Air Force                                              | | 1992-2007          |
| Bosnia ed Erzegovina | | Aeronautica militare dell'esercito della Repubblica di Bosnia ed Erzegovina Zručne Snage Armije Republike BiH Army of the Republic of Bosnia and Herzegovina Air Force                 | | 1992-1996          |
| Botswana             | | Componente aerea delle forze armate del Botswana ? Botswana Defence Force Air Wing | | 1977               |
| Brasile              | | Aeronautica militare brasiliana Força Aérea Brasileira FAB - Brazilian Air Force | | 1941               |
| Brasile              | | (Coccarda utilizzata durante la seconda guerra mondiale) | | 1941-1945          |
| Brasile              | | Forze aeree nazionali Forças Aéreas Nacionais | | 1941               |
| Brasile              | | Servizio di aviazione militare Serviço de Aviação Militar (AvM) | | 1918-1941          |
| Brasile              | | Aviazione navale brasiliana Força Aeronaval Brazilian Naval Aviation | | 1952               |
| Brasile              | | Servizio di aviazione navale Serviço de Aviação Naval (AvN) (Brasilian) Naval Aviation Service                                                                                         | | 1941-1952          |
| Brasile              | | Aviazione dell'Esercito brasiliano Aviação do Exército Brasileiro Brazilian Army Aviation                                                                                              | | 1986               |
| Brunei               | | Regia aeronautica militare del Brunei Tentera Udara Diraja Brunei Royal Brunei Air Force                                                                                               | | 1991               |
| Brunei               | | Royal Brunei Armed Forces Air Wing | | 1984-1991          |
| Brunei               | | Royal Brunei Malay Regiment Air Wing | | 1965-1984          |
| Bulgaria             | | Aeronautica militare bulgara Български Военновъздушни Сили (Bălgarski Voennovăzdušni sili) BVVS - Bulgarian Air Force                                                                  | | 1992               |
| Bulgaria             | | Противовъздушна отбрана и Военновъздушни сили (Protivovăzdušna Otbrana i Voennovăzdušni Sili) PVOiVVS - Bulgarian Air Defense and Air Force                                            | | 1961-1992          |
| Bulgaria             | | Български Военновъздушни Сили (Bălgarski Voennovăzdušni Sili) BVVS - Bulgarian Military Air Force                                                                                      | | 1952-1961          |
| Bulgaria             | | Български Военновъздушни Сили (Bălgarski Voennovăzdušni Sili) VVS - Bulgarian Military Air Force                                                                                       | | 1949-1952          |
| Bulgaria             | | Въздушни Войски (Văzdušni Vojski) VV - Air Army | | 1945-1949          |
| Bulgaria             | | | 1941-1944                                                                                            |                    |
| Bulgaria             | | Văzdušnite na Negovo Veličestvo Vojski VNVV - Royal Bulgarian Air Force | | 1937-1941          |
| Bulgaria             | | Dipartimento di aeronautica del Ministero delle ferrovie, poste e telegrafi | | 1924-1937          |
| Bulgaria             | | Sezione aeronautica del Ministero delle ferrovie, poste e telegrafi | | 1920-1924          |
| Bulgaria             | | Žandarmerijsko Aeroplanno Otdelenie Gendarmery Aeroplane Detachment | | 1919-1920          |
| Bulgaria             | | Gruppo aeroplani | | 1918-1919          |
| Bulgaria             | | Corpo di aviazione dell'esercito | | 1915-1918          |
| Bulgaria             | | Battaglione aeronautico | | 1914-1915          |
| Bulgaria             | | Distaccamento aeronautico | | 1906-1914          |
| Bulgaria             | | Aviazione navale bulgara Aviacija Na Bălgarskija Voennomorski Flot AnBVMF - Bulgarian Naval Aviation                                                                                   | | 1992               |
| Bulgaria             | | Otdelna Protivolodačna Eskadrila na VMF (OPLEV-VMF) Independent ASW Squadron of the Navy                                                                                               | | 1959-1990          |
| Bulgaria             | | Aviazione navale bulgara | | 1915-1918          |
| Burkina Faso         | | Aeronautica militare del Burkina Faso Force Aérienne de Burkina Faso Burkina Faso Air Force                                                                                            | | 1964               |
| Burundi              | | Aeronautica militare del Burundi Force Armée du Burundi Burundi Army Aviation | | 1966               |

## C
| Nazione            | | | | Anno di fondazione |
| Nazione            | Forze aeree Nome in lingua originale Denominazione internazionale in lingua ingleseAttualePrecedente | Forze aeree Nome in lingua originale Denominazione internazionale in lingua ingleseAttualePrecedente                                                                                    | Forze aeree Nome in lingua originale Denominazione internazionale in lingua ingleseAttualePrecedente | Anno di fondazione |
| ------------------ | --- | --- | --- | ------------------ |
| Cambogia           | | Aeronautica militare cambogiana - Aeronautica militare della Cambogia Toap Akas Khemarak Phoumin Royal Cambodian Air Force                                                              | | 1993               |
| Cambogia           | | Kampuchean People's Air Force | | 1984-1991          |
| Cambogia           | | Air Force of the Kampuchean Liberation Army | | 1977-1979          |
| Cambogia           | | Aviation Nationale Khmer Khmer Air Force | | 1970-1975          |
| Cambogia           | | Aviation Royale Khmere Royal Khmer Air Force | | 1954-1970          |
| Camerun            | | Aeronautica militare del Camerun Armée de l'Air du Cameroun Cameroon Air Force | | 1960               |
| Canada             | | Regia aeronautica militare canadese RCAF - Royal Canadian Air Force | | 2011               |
| Canada             | | Comando aereo delle Forze canadesi - Aeronautica militare del Canada AIRCOM - Canadian Forces Air Command                                                                               | | 1968-2011          |
| Canada             | | Regia aeronautica militare canadese RCAF - Royal Canadian Air Force | | 1924-1968          |
| Canada             | | Aeronautica militare canadese CAF - Canadian Air Force | | 1918-1920          |
| Canada             | | Corpo aereo canadese Canadian Aviation Corps | | 1914-1918          |
| Capo Verde         | | Aeronautica militare Capoverdiana - Aeronautica militare di Capo Verde Força Aérea Caboverdiana Cape Verde Air Force                                                                    | | 1982               |
| Capo Verde         | | Guardia costiera di Capo Verde Guarda Costeira de Cabo Verde Cape Verde Coast Guard | | 1992               |
| Rep. Ceca          | | Aeronautica militare della Repubblica Ceca Vzdušné síly armády České republiky Czech Air Force                                                                                          | | 1993               |
| Rep. Centrafricana | | Aeronautica militare centrafricana Force Aérienne Centrafricaine Central African Republic Air Force                                                                                     | | 1961               |
| Ciad               | | Aeronautica militare del Chad Force Aérienne Tchadienne Chad Air Force | | 1973               |
| Cile               | | Aeronautica militare cilena - Aeronautica militare del Cile Fuerza Aérea de Chile FACh - Chilean Air Force                                                                              | | 1930               |
| Cile               | | Servició de Aviación Militar de Chile Chilean Military Aviation Service | | 1910-1930          |
| Cile               | | Servizio di aviazione della marina del Cile Servicio de Aviación de la Armada de Chile (comunemente Aviación Naval) Chilean Naval Aviation                                              | | 1953               |
| Cile               | | Servicio de Aviación Naval de Chile Chilean Naval Aviation Service | | 1919-1930          |
| Cile               | | Comando de Aviación del Ejército de Chile (popularly, Aviación del Ejército) Chilean Army Aviation                                                                                      | | 1970               |
| Cina               | | Aeronautica dell'esercito popolare di liberazione - Aeronautica militare della Cina Popolare 中国人民解放军空军 (Zhongguo Renmin Jiefangjun Kongjun) People's Liberation Army Air Force | | 1949               |
| Cina               | | Nanyuan Flying Group | | 1949               |
| Cina               | | Red Army of China Air Force | | c. 1930            |
| Cina               | | People's Liberation Army Naval Air Force 中国人民解放军海军航空兵 (Zhongguo Renmin Jiefangjun Haijun Hangkongbing)                                                                      | | 1953               |
| Taiwan             | | Aeronautica militare della Repubblica cinese - Aeronautica militare di Taiwan 中華民國空軍 (Chung-Hua Min-Kuo K'ung-Chün) Republic of China Air Force                                   | | 1938               |
| Taiwan             | | Nationalist Chinese Air Force (Central Government) | | 1925-1938          |
| Taiwan             | | Chinese Aviation Ministry | | 1920-1925?         |
| Taiwan             | | Chinese Aviation Service | | 1916?-1919?        |
| Taiwan             | | Chinese Army Air Arm | | 1914-1916?         |
| Taiwan             | | Airplane Corps of the Chinese Army | | 1913-1914          |
| Taiwan             | | Republic of China Army Aviation and Special Forces Command | | 1999               |
| Taiwan             | | Army Paratroops and Special Forces Command | | 1979-1999          |
| Taiwan             | | Army Aviation Command | | 1976-1979          |
| Taiwan             | | Republic of China Navy Aviation Command | | 1995               |
| Taiwan             | | Naval Anti-Submarine Group | | 1991-1995          |
| Taiwan             | | Fleet Helicopter Squadron | | 1977-1991          |
| Taiwan             | | Chinese Naval Air Service | | 1927-1938          |
| Cipro              | | Aeronautica militare cipriota - Aeronautica militare di Cipro Kypriaki Stratiotiki Aeroporia Cyprus Air Force                                                                           | |                    |
| Colombia           | | Aeronautica militare colombiana - Aeronautica militare della Colombia Fuerza Aérea Colombiana Colombian Air Force                                                                       | | 1922               |
| Colombia           | | Aviazione Navale della Colombia Aviación Naval Colombian Naval Aviation | | 1935               |
| Colombia           | | Aviazione dell'esercito della Colombia Aviación del Ejército Colombian Army Aviation | | 1995               |
| Comore             | | Aeronautica militare delle Comore Comore Air Force | | 1961               |
| Rep. del Congo     | | Aeronautica militare del Congo Armée de l'Air du Congo Congolese Air Force | | 1961               |
| RD del Congo       | | Aeronautica militare della Repubblica Democratica del Congo Force Aérienne du Congo Air Force of the Democratic Republic of the Congo                                                   | | 1961               |
| RD del Congo       | | Zaire Air Force | | 1971-1997          |
| Corea del Nord     | | Aeronautica militare popolare della Corea - Aeronautica militare della Corea del Nord 조선인민군 공군 (朝鮮人民軍 空軍)Chosŏn Inmin Kun Konggun Korean People's Army Air Force          | | 1955               |
| Corea del Sud      | | Aeronautica militare della Repubblica di Corea - Aeronautica militare della Corea del Sud 대한민국 공군 (大韓民國空軍)Daehan Minguk Gonggun Republic of Korea Air Force                 | | 1949               |
| Costa d'Avorio     | | Aeronautica militare della Costa d'Avorio Force Aérienne de la Côte d'Ivoire Côte d'Ivoire Air Force                                                                                    | | c. 1965            |
| Costa Rica         | | Servizio di vigilanza aerea - Forza pubblica Servicio de Vigilancia Aérea - Fuerza Pública SVA - Air Surveillance Service                                                               | | 1994               |
| Costa Rica         | | Sezione aerea del Ministero di pubblica sicurezza Sección Aérea del Ministerio de Seguridad Pública Air Section of the Costa Rica Ministry of Public Security                           | | 1964-1994          |
| Costa Rica         | | Sezione aerea della Guardia civile Sección Aérea de la Guardia Civil Air Section of the Costa Rica Civil Guard                                                                          | | 1957-1964          |
| Costa Rica         | | Aeronautica militare costaricana Fuerza Aérea Costarricense Costa Rican Air Force | | 1955-1957          |
| Costa Rica         | | Aeronautica militare Fuerza Aérea Militar Costa Rican Military Air Force | | 1947/48-1949       |
| Croazia            | | Aeronautica militare e difesa aerea della Croazia Hrvatsko ratno zrakoplovstvo i protuzračna obrana Croatian Air Force and Defense                                                      | | 1991               |
| Croazia            | | | 1944-1945                                                                                            |                    |
| Croazia            | | Forza aerea dello Stato Indipendente di Croazia Zrakoplovstvo Nezavisne Države Hrvatske                                                                                                 | | 1941-1944          |
| Cuba               | | Aeronautica militare e difesa antiaerea rivoluzionaria - Aeronautica militare di Cuba Defensa Anti-Aérea y Fuerza Aérea Revolucionaria Cuban Revolutionary Air Force                    | | 1959               |
| Cuba               | | Aeronautica militare ribelle Fuerza Aérea Rebelde Cuban Rebel Air Force | | 1958               |
| Cuba               | | Aeronautica militare dell'Esercito di Cuba Fuerza Aérea del Ejército de Cuba Cuban Army Air Force                                                                                       | | 1952-1958          |
| Cuba               | | Corpo d'aviazione dell'Esercito di Cuba Cuerpo de Aviación del Ejército de Cuba Cuban Army Aviation Corps                                                                               | | 1934-1952          |
| Cuba               | | Corpo aereo dell'Esercito di Cuba Cuerpo Aéreo del Ejército de Cuba Cuban Army Air Corps                                                                                                | | 1915-1934          |
| Cuba               | | Corpo di aviazione dell'Esercito di Cuba Cuerpo de Aviación del Ejército de Cuba Cuban Army Aviation Corps                                                                              | | 1913-1915          |
| Cuba               | | Aviazione navale Aviación Naval Cuban Naval Aviation | | 1934-1952          |

## D
| Nazione         | | | | Anno di fondazione |
| Nazione         | Forze aeree Nome in lingua originale Denominazione internazionale in lingua ingleseAttualePrecedente | Forze aeree Nome in lingua originale Denominazione internazionale in lingua ingleseAttualePrecedente | Forze aeree Nome in lingua originale Denominazione internazionale in lingua ingleseAttualePrecedente | Anno di fondazione |
| --------------- | --- | --- | --- | ------------------ |
| Danimarca       | | Regia Aeronautica militare danese Flyvevåbnet Royal Danish Air Force                                 | | 1950               |
| Danimarca       | | Hærens Flyvertropper Royal Danish Army Air Corps                                                     | | 1912-1950          |
| Danimarca       | | Marinens Flyvevæsen Royal Danish Naval Aviation                                                      | | 1911-1950          |
| Danimarca       | | Søværnets Helikoptertjeneste Royal Danish Navy Helicopter Service                                    | | 2003               |
| Danimarca       | | Søværnets Flyvetjeneste Royal Danish Navy Flying Service (SVF)                                       | | 1962-2003          |
| Rep. Dominicana | | Aeronautica militare dominicana Fuerza Aérea Dominicana FAD - Dominican Air Force                    | | 1962               |
| Rep. Dominicana | | Aviación Militar Dominicana AMD - Dominican Military Aviation                                        | | 1957-1962          |
| Rep. Dominicana | | Fuerza Aérea Dominicana FAD - Dominican Air Force                                                    | | 1955-1957          |
| Rep. Dominicana | | Aviación Militar Dominicana AMD - Dominican Military Aviation                                        | | 1952-1955          |
| Rep. Dominicana | | Fuerza Aérea Dominicana FAD - Dominican Air Force                                                    | | 1950-1952          |
| Rep. Dominicana | | El Cuerpo de Aviación Militar Dominicana CAMD/AMD - DMAC - Dominican Military Aviation Corps         | | 1948-1950          |
| Rep. Dominicana | | Escuadrón de Caballería Aérea EdCA - Air Cavalry Squadron                                            | | 2002               |
| Rep. Dominicana | | Brigada de Caballería Aerotransportada Air Transport Cavalry Brigade                                 | | 2001-2002          |
| Rep. Dominicana | | Compañía de Aviación del Ejército Nacional Aviation Company of the National Army                     | | 1942-1948          |
| Rep. Dominicana | | Compañía de Aviación del Ejército Dominicano Dominican Army Aviation Company                         | | 1939-1942          |
| Rep. Dominicana | | Destacamento de Aviación del Ejército Nacional Aviation Detachment of the National Army              | | 1936-1939          |
| Rep. Dominicana | | Compañía Nacional de Transporte Aérea, Arma de Aviación National Air Transport Company, Aviation Arm | | 1934-1935          |
| Rep. Dominicana | | Compañía de Aviación Aviation Company                                                                | | 1933-1934          |
| Rep. Dominicana | | Arma de Aviación del Ejército Nacional Aviation Arm of the National Army                             | | 1932-1933          |
| Rep. Dominicana | | Cuerpo de Aviación Naval Dominicana Dominican Republic Naval Aviation Corps                          | | 2003               |
| Rep. Dominicana | | Escuadrón de Vigilancia y Rescate de Guardacostas Coastguard Search and Rescue Squadron              | | 1951-1952          |

## E
| Nazione             | | | | Anno di fondazione |
| Nazione             | Forze aeree Nome in lingua originale Denominazione internazionale in lingua ingleseAttualePrecedente | Forze aeree Nome in lingua originale Denominazione internazionale in lingua ingleseAttualePrecedente                                                | Forze aeree Nome in lingua originale Denominazione internazionale in lingua ingleseAttualePrecedente | Anno di fondazione |
| ------------------- | --- | --- | --- | ------------------ |
| Ecuador             | | Aeronautica militare ecuadoriana - Aeronautica militare dell'Ecuador Fuerza Aérea Ecuatoriana FAE - Ecuadorian Air Force                            | | 1944               |
| Ecuador             | | Fuerza Aérea del Ejército Equatoriana (FAEE) Aeronautica Ecuadorian Army Air Force                                                                  | | 1935-1944          |
| Ecuador             | | Cuerpo de Aviadores Militares del Ejército Army Military Aviator Corps                                                                              | | 1927-1935          |
| Ecuador             | | Compañia de Aviación del Ejército Army Aviation Company                                                                                             | | 1925-1927          |
| Ecuador             | | Escuela Militar de Aviación Military Aviation School                                                                                                | | 1920-1925          |
| Ecuador             | | Aviazione navale ecuadoriana Aviación Naval Ecuatoriana ANE - Ecuadorian Naval Aviation                                                             | | 1967               |
| Ecuador             | | Aviazione dell'esercito ecuadoriano Aviación del Ejército Ecuatoriano AEE - Ecuadorian Army Aviation                                                | | 1978               |
| Ecuador             | | Servicio Aéreo del Ejército (SAE) Ecuadorian Army Air Service                                                                                       | | 1954-1978          |
| Egitto              | | Aeronautica militare egiziana - Aeronautica militare dell'Egitto القوات الجوية المصرية (Al-Quwwat al-Jawwiyya al-Misriyya) EAF - Egyptian Air Force | | 1961               |
| Egitto              | | Aeronautica militare delle Repubbliche arabe unite UAR - United Arab Republic Air Force                                                             | | 1958-1961          |
| Egitto              | | Aeronautica militare egiziana Egyptian Air Force | | 1952-1958          |
| Egitto              | | Regia aeronautica militare egiziana Royal Egyptian Air Force                                                                                        | | 1937-1952          |
| Egitto              | | Aviazione dell'esercito egiziano Egyptian Army Air Force                                                                                            | | 1931-1937          |
| El Salvador         | | Aeronautica militare salvadoregna - Aeronautica militare di El Salvador Fuerza Aérea Salvadoreña FAS - El Salvador Air Force                        | | 1946               |
| El Salvador         | | Aviazione dell'esercito salvadoregno Fuerza Aérea Ejército de Salvador (FAES) Salvadorean Army Air Force                                            | | 1927-1946          |
| El Salvador         | | Corpo aereo salvadoregno Cuerpo de la Aviación Salvadoreña Salvadorean Aviation Corps                                                               | | 1925-1927          |
| El Salvador         | | Flottiglia aerea salvadoregna Flotilla Aérea Salvadoreña Salvadorean Air Flotilla                                                                   | | 1923-1925          |
| El Salvador         | | Aviazione dell'esercito salvadoregno Servicio de Aviación Militar de Salvador El Salvador Military Aviation Service                                 | | 1922-1923          |
| Emirati Arabi Uniti | | Aeronautica militare degli Emirati Arabi Uniti Al-Imarat al-'Arabiyya al-Muttahida United Arab Emirates Air Force                                   | | 1976               |
| Eritrea             | | Aeronautica militare eritrea Eritrean Air Force | | 1994               |
| Estonia             | | Aeronautica militare estone Eesti Õhuvägi Estonian Air Force                                                                                        | | 1991               |
| Estonia             | | Unità della Luftwaffe | | 1943-1944          |
| Estonia             | | Sonderstaffel Buschmann | | 1942-1943          |
| Estonia             | | Aircraft Squadron of the 22nd Territorial Corps of the Soviet Army                                                                                  | | 1940-1941          |
| Estonia             | | Aviation Regiment | | 1920?-1940         |
| Estonia             | | Aviation Company | | 1918-1920?         |
| Etiopia             | | Aeronautica militare etiope Ye Ithopya Ayer Hayl Ethiopian Air Force                                                                                | | 1975               |
| Etiopia             | | Aeronautica militare imperiale etiope Imperial Ethiopian Air Force                                                                                  | | 1946-1975          |
| Etiopia             | | Aviazione imperiale etiope Imperial Ethiopian Aviation                                                                                              | | 1929-1935          |

## F
| Nazione   | | | | Anno di fondazione |
| Nazione   | Forze aeree Nome in lingua originale Denominazione internazionale in lingua ingleseAttualePrecedente | Forze aeree Nome in lingua originale Denominazione internazionale in lingua ingleseAttualePrecedente                                            | Forze aeree Nome in lingua originale Denominazione internazionale in lingua ingleseAttualePrecedente | Anno di fondazione |
| --------- | --- | --- | --- | ------------------ |
| Figi      | | Attualmente non presente | |                    |
| Figi      | | Forze Armate della Repubblica delle isole Fiji - Corpo aereo Air Wing, Republic of Fiji Military Forces                                         | | 1987-1998          |
| Filippine | | Aeronautica militare filippina Hukbong Himpapawid ng Pilipinas Philippine Air Force                                                             | | 1947               |
| Finlandia | | Aeronautica militare finlandese Suomen ilmavoimat FAF - Finnish Air Force Finländska flygvapnet (in svedese)                                    | | 1918               |
| Finlandia | | | 1918-1945                                                                                            |                    |
| Finlandia | | seconda versione della coccarda presente su alcuni velivoli                                                                                     | | 1943-45            |
| Finlandia | | Aviazione dell'esercito finlandese Maavoimat - Helikopteripataljoona Finnish Army Aviation Finländska armén - Helikopterbataljonen (in svedese) | | 1997               |
| Finlandia | | Guardia di frontiera finlandese Rajavartiolaitos Finnish Frontier Guard Gränsbevakningsväsendet (in svedese)                                    | | 1919               |
| Finlandia | | Guardia costiera finlandese Merivartiolaitos Sjöbevakningssektionen (in svedese)                                                                | | 1919-1944          |
| Francia   | | Aeronautica militare francese Armée de l'air French Air Force                                                                                   | | 1933               |
| Francia   | | Squadrone Normandie-Niémen Groupe de chasse Normandie-Niémen Normandie-Niémen squadron                                                          | | 1942-1945          |
| Francia   | | Forze aeree della Francia libera Forces aériennes françaises libres Free French Air Force                                                       | | 1940-1943          |
| Francia   | | Armata dell'aria dell'armistizio Armée de l'air de l'armistice Vichy French Air Force                                                           | | 1940-1944          |
| Francia   | | Aeronautica militare francese Armée de l'air French Air Force                                                                                   | | 1933-1940          |
| Francia   | | Aviazione militare francese Aviation militaire French Army Aviation                                                                             | | 1909-1933          |
| Francia   | | Aviazione navale francese Aéronautique navale French Naval Air Arm                                                                              | | 1912               |
| Francia   | | | 1912-1940                                                                                            |                    |
| Francia   | | Aviazione leggera dell'esercito francese Aviation légère de l'armée de terre French Army Light Aviation                                         | | 1954               |
| Francia   | | Gendarmeria dell'aria Gendarmerie de l'air Air Gendarmerie                                                                                      | | 1943               |

## G
| Nazione            | | | | Anno di fondazione |
| Nazione            | Forze aeree Nome in lingua originale Denominazione internazionale in lingua ingleseAttualePrecedente | Forze aeree Nome in lingua originale Denominazione internazionale in lingua ingleseAttualePrecedente                                                | Forze aeree Nome in lingua originale Denominazione internazionale in lingua ingleseAttualePrecedente | Anno di fondazione |
| ------------------ | --- | --- | --- | ------------------ |
| Gabon              | | Aeronautica militare gabonese Armée de l'air gabonaise Gabon Air Force                                                                              | | 1961               |
| Gambia             | | Aeronautica militare del Gambia Gambian Air Force                                                                                                   | | c.2003?            |
| Georgia            | | Aeronautica militare georgiana საქართველოს სამხედრო-საჰაერო ძალები (Sak'art'velos samxedro-sahaero dzalebi) Georgian Air Force                      | | 1990               |
| Germania           | | Aeronautica militare tedesca Luftwaffe German Air Force                                                                                             | | 1955               |
| Germania           | | Aeronautica Militare della Germania Est Luftstreitkräfte der Nationalen Volksarmee East German Air Force                                            | | 1956-1990          |
| Germania           | | Aeronautica militare tedesca Luftwaffe German Air Force                                                                                             | | 1935-1945          |
| Germania           | | Aeronautica della Marina tedesca Marineluftschiffe-Abteilung German Naval Aviation                                                                  | | 1912-1919          |
| Germania           | | Aeronautica della Marina imperiale tedesca Die Marinefliegerabteilung des deutschen Kaiserreiches Imperial German Naval Aviation                    | | 1911-1919          |
| Germania           | | Servizio aereo dell'Esercito imperiale tedesco Luftstreitkräfte (Die Fliegertruppen des deutschen Kaiserreiches) Imperial German Army Air Service   | | 1910-1919          |
| Germania           | | Corpo aereo dell'Esercito tedesco Heeresluftschiffe-Abteilung Imperial German Army Air Corps                                                        | | 1909-1917          |
| Germania           | | Aviazione navale tedesca Marineflieger German Naval Aviation                                                                                        | | 1955               |
| Germania           | | Corpo degli Aviatori Tedeschi Heeresfliegertruppe German Army Aviators Corps                                                                        | | 1955               |
| Ghana              | | Aeronautica militare ghanese ? Ghana Air Force | | 1959               |
| Giamaica           | | Gruppo aereo della Forza di difesa giamaicana Jamaica Defence Force Air Wing                                                                        | | 1963               |
| Giamaica           | | Squadra aerea giamaicana Jamaican Air Squadron | | 1963               |
| Giappone           | | Forza aerea di autodifesa giapponese 航空自衛隊 (Kōkū Jieitai) Japan Air Self-Defense Force                                                         | | 1954               |
| Giappone           | Forza navale di autodifesa giapponese 海上自衛隊 (Kaijō Jieitai) Japan Maritime Self-Defense Force   | | |                    |
| Giappone           | | Servizio aereo della Marina imperiale giapponese 大日本帝国海軍航空本部 (Dai-Nippon Teikoku Kaigun Kōkū Hombu) Imperial Japanese Navy Air Service   | | 1910-1945          |
| Giappone           | Forza terrestre di autodifesa giapponese 陸上自衛隊 Rikujō Jieitai Japan Ground Self-Defense Force   | | |                    |
| Giappone           | | Servizio aereo dell'Esercito imperiale giapponese 大日本帝国陸軍航空本部 (Dai-Nippon Teikoku Rikugun Kōkū Hombu) Imperial Japanese Army Air Service | | 1910-1945          |
| Gibuti             | | Aeronautica militare del Gibuti Force Aérienne du Djibouti Djibouti Air Force                                                                       | | 1977               |
| Giordania          | | Regia Aeronautica militare giordana Al-Quwwat al-Jawwiyya al-malikiyya al-Urdunniyya Royal Jordanian Air Force                                      | | 1955               |
| Giordania          | | Aeronautica militare della Legione araba ? Arab Legion Air Force                                                                                    | | 1946-1955          |
| Grecia             | | Aeronautica militare greca Πολεμική Αεροπορία (Polemikí Aeroporía) HAF - Hellenic Air Force                                                         | | 1930               |
| Grecia             | | Aviazione dell'Esercito greco Αεροπορία Στρατού (Aeroporia Stratou) Hellenic Army Aviation                                                          | | 1956               |
| Grecia             | | Aviazione navale greca Πολεμικό Ναυτικό (Polemikó Nautikó) Hellenic Naval Aviation                                                                  | | 1976               |
| Grecia             | | Guardia costiera greca Λιμενικό Σώμα (Limeniko Soma) Hellenic Coast Guard                                                                           | | 1982               |
| Guatemala          | | Aeronautica militare guatemalteca Fuerza Aérea Guatemalteca FAG - Guatemalan Air Force                                                              | | 1948               |
| Guatemala          | | Corpo dell'Aeronautica militare Cuerpo de Aeronáutica Militar CAM - Military Aeronautical Corps                                                     | | 1935-1948          |
| Guatemala          | | Corpo dell'Aviazione militare del Guatemala Cuerpo de Aviación Militar de Guatemala CAM - Guatemalan Military Aviation Corps                        | | 1929-1935          |
| Guatemala          | | Forza aerea guatemalteca Fuerza Aérea Guatemalteca FAG- Guatemalan Air Force                                                                        | | 1921-1929          |
| Guatemala          | | Corpo dell'aviazione dell'Esercito Cuerpo de Aviación de Ejército Army Aviation Corps                                                               | | 1914-1921          |
| Guinea             | | Aeronautica militare della Guinea Force Aérienne de Guinée Guinea Air Force                                                                         | | 1959               |
| Guinea Equatoriale | | Aeronautica militare della Guinea Equatoriale Equatorial Guinea Air Corps                                                                           | | 1979               |
| Guinea-Bissau      | | Aeronautica militare della Guinea-Bissau Força Aérea da Guiné-Bissau Guinea-Bissau Air Force                                                        | | 1978               |
| Guyana             | | Forza di difesa della Guyana Guyana Defence Force                                                                                                   | | 1968               |

## H
| Nazione  | | | | Anno di fondazione |
| Nazione  | Forze aeree Nome in lingua originale Denominazione internazionale in lingua ingleseAttualePrecedente | Forze aeree Nome in lingua originale Denominazione internazionale in lingua ingleseAttualePrecedente                               | Forze aeree Nome in lingua originale Denominazione internazionale in lingua ingleseAttualePrecedente | Anno di fondazione |
| -------- | --- | --- | --- | ------------------ |
| Haiti    | | Corpo aereo haitiano Corps d'Aviation d'Garde d'Haiti Haiti Air Corps                                                              | | 1942               |
| Honduras | | Aeronautica militare honduregna Fuerza Aérea Hondureña Honduran Air Force                                                          | | 1954               |
| Honduras | | Aeronautica militare e Scuola d'aviazione Fuerza Aérea y Escuela de Aviación Militar Honduran Air Force & Military Aviation School | | 1936-1954          |
| Honduras | | Scuola nazionale d'aviazione Escuela Nacional de Aviación (ENA) National Aviation School                                           | | 1931-1936          |

## I
| Nazione   | | | | Anno di fondazione |
| Nazione   | Forze aeree Nome in lingua originale Denominazione internazionale in lingua ingleseAttualePrecedente | Forze aeree Nome in lingua originale Denominazione internazionale in lingua ingleseAttualePrecedente                                                                                         | Forze aeree Nome in lingua originale Denominazione internazionale in lingua ingleseAttualePrecedente | Anno di fondazione |
| --------- | --- | --- | --- | ------------------ |
| India     | | Aeronautica militare indiana भारतीय वायु सेना (Bhāratīya Vāyu Senā) IAF - Indian Air Force | | 1950               |
| India     | | Regia aeronautica militare indiana Royal Indian Air Force | | 1945-1950          |
| India     | | Aeronautica militare indiana Indian Air Force | | 1932-1945          |
| India     | | Corpo aereo militare indiano Army Aviation Corps | | 1986               |
| India     | | Aviazione navale indiana Naval Air Arm | | 1953               |
| India     | | Guardia costiera indiana - divisione aeronautica Bharatiya Tatarakshak Dal Indian Coast Guard Air Wing                                                                                       | | 1978               |
| Indonesia | | Aeronautica militare indonesiana Tentara Nasional Indonesia Angkatan Udara - (TNI-AU) Indonesian Air Force                                                                                   | | 1946               |
| Indonesia | | Aeronautica militare della Repubblica indonesiana Angkatan Udara Republik Indonesia - (AURI) Republic of Indonesia Air Force                                                                 | | 1946-1974          |
| Indonesia | | Aviazione navale indonesiana Dinas Penerbangan TNI Angkatan Laut (TNI-AL) Indonesian Naval Aviation                                                                                          | | 1974               |
| Indonesia | | Servizio di aviazione navale indonesiana Dinas Penerbangan Angkatan Laut RI - (ALRI) Indonesian Naval Aviation Service                                                                       | | 1956-1974          |
| Indonesia | | Aviazione dell'esercito indonesiano Dinas Penerbangan TNI Angkatan Darat - (TNI-AD) Indonesian Army Aviation                                                                                 | | 1974               |
| Indonesia | | Servizio aereo dell'esercito indonesiano Dinas Penerbangan Angkatan Darat RI - (DINAS PENERBAD) Indonesian Army Aviation Service                                                             | | 1959-1974          |
| Iran      | | Aeronautica militare della Repubblica Islamica dell'Iran نیروی هوایی ارتش جمهوری اسلامی ایراﻥ Niru-ye Havayi-ye Artesh-e Jomhuri-ye Eslami-e Iran IRIAF - Islamic Republic of Iran Air Force | | 1979               |
| Iran      | | Aeronautica militare imperiale iraniana Niru-ye Havayi-ye Shahanshahiy-e Iran Imperial Iranian Air Force                                                                                     | | 1925-1979          |
| Iran      | Aviazione navale della Repubblica Islamica dell'Iran Islamic Republic of Iran Navy Aviation          | | |                    |
| Iraq      | | Aeronautica militare irachena القوﺍﺕ الجوية العراقية (Al-Quwwat al-Jawwiyya al-'Iraqiyya) Iraqi Air Force                                                                                    | | 1958               |
| Iraq      | | Regia aeronautica militare irachena Royal Iraqi Air Force | | 1931-?1958         |
| Irlanda   | | Aeronautica militare irlandese Aer Chór na hÉireann IAC - Irish Air Corps | | 1922               |
| Islanda   | | Sistema di difesa aerea islandese Íslenska Loftvarnarkerfið IADS - Iceland Air Defense System                                                                                                | | 1987               |
| Islanda   | | Guardia costiera islandese - divisione aeronautica Landhelgisgæsla Íslands Icelandic Coast Guard Aeronautical Division                                                                       | | 1955               |
| Israele   | | Aeronautica militare israeliana חיל האוויר (Heyl Ha'Avir) IAF - Israeli Air Force | | 1948               |
| Israele   | | Servizio aereo dell'Haganah ההגנה שירות האוויר (Haganah Sherut Avir) Haganah Air Service | | 1947-1948          |
| Italia    | | Aeronautica Militare Italian Air Force | | 1946               |
| Italia    | | Aeronautica Cobelligerante Italiana Italian Co-Belligerent Air Force | | 1943-1946          |
| Italia    | | Aeronautica Nazionale Repubblicana National Republican Air Force | | 1943-1945          |
| Italia    | | Regia Aeronautica Royal Italian Air Force | | 1935-1943          |
| Italia    | | Regia Aeronautica Royal Italian Air Force | | 1923-1936          |
| Italia    | | Aviazione della Regia Marina Royal Naval Aviation | | 1912-1923          |
| Italia    | | Corpo Aeronautico Militare Italian Royal Army Air Corps | | 1911-1923          |
| Italia    | | Servizio Aeronautico Aeronautical Service | | 1884-1911          |
| Italia    | | Aviazione Navale Italiana Italian Navy Air Arm | | 1956               |
| Italia    | | Aviazione dell'Esercito AVES - Italian Army Air Arm | | 2003               |
| Italia    | | Cavalleria dell'Aria Italian Army Air Arm | | 1999               |
| Italia    | | Aviazione Leggera dell'Esercito Italian Army Air Arm | | 1951               |
| Italia    | | Servizio Aereo Carabinieri Helicopter Service of the Carabinieri Corps | | 1964               |

## K
| Nazione      | | | | Anno di fondazione |
| Nazione      | Forze aeree Nome in lingua originale Denominazione internazionale in lingua ingleseAttualePrecedente | Forze aeree Nome in lingua originale Denominazione internazionale in lingua ingleseAttualePrecedente                                                          | Forze aeree Nome in lingua originale Denominazione internazionale in lingua ingleseAttualePrecedente | Anno di fondazione |
| ------------ | --- | --- | --- | ------------------ |
| Kazakistan   | | Forza di difesa aerea della Repubblica del Kazakistan Қазақстанның Қарулы күштері (Sil Vozdushnoy Oborony Respubliki Kazakhstan) Kazakhstan Air Defense Force | | 1992               |
| Kenya        | | Aeronautica militare keniota ? KAF - Kenya Air Force | | 1964               |
| Kirghizistan | | Aeronautica militare del Kirghizistan ? Kyrgyzstan Air Force                                                                                                  | | 1991               |
| Kuwait       | | Aeronautica militare del Kuwait القوﺍﺕ الجوية ﺍﻟﻜﻮﻳﺗﻴـة (Al-Quwwat al-Jawwiyya al-Kuwaytiyya) Kuwait Air Force                                                | | 1988               |
| Kuwait       | | Aeronautica militare e Difesa aerea del Kuwait ? KAF - Kuwait Air Force and Air Defense                                                                       | | 1961               |

## L
| Nazione     | | | | Anno di fondazione |
| Nazione     | Forze aeree Nome in lingua originale Denominazione internazionale in lingua ingleseAttualePrecedente | Forze aeree Nome in lingua originale Denominazione internazionale in lingua ingleseAttualePrecedente                                            | Forze aeree Nome in lingua originale Denominazione internazionale in lingua ingleseAttualePrecedente | Anno di fondazione |
| ----------- | --- | --- | --- | ------------------ |
| Laos        | | Aeronautica dell'Esercito popolare di liberazione del Laos LPLAAF - Lao People's Liberation Army Air Force                                      | | 1975               |
| Laos        | | Regia aeronautica laotiana Royal Lao Air Force                                                                                                  | | 1960-1975          |
| Laos        | | Aviazione laotiana Aviation Laotienne | | 1955-1960          |
| Lesotho     | | Squadrone aereo della Forza di difesa del Lesoto Lesotho Defence Force - Air Squadron                                                           | | c.1988             |
| Lettonia    | | Aeronautica militare lettone Latvijas Gaisa spēki Latvian Air Force                                                                             | | 1991               |
| Lettonia    | | | 1926-1940                                                                                            |                    |
| Libano      | | Aeronautica militare libanese القوﺍﺕ الجوية ﺍﻟﻠﺒﻨﺎﻧﻴـة (Al-Quwwat al-Jawwiyya al-Lubnaniyya) LAF - Lebanese Air Force                           | | 1945               |
| Liberia     | | Gruppo aereo dell'Esercito liberiano Liberian Army Air Wing                                                                                     | | 1987               |
| Libia       | | Aeronautica militare della Repubblica araba libica (Al-Quwwat al-Jawiyya al-Jamahiriyya al-'Arabiyya al-Libiyya) Libyan Arab Republic Air Force | | 2011               |
| Libia       | | Aeronautica militare libica القوات الجوية الليبية (Al-Quwwat al-Jawwiyya al-Libiyya) Libyan Air Force                                           | | 1977-2011          |
| Libia       | | Aeronautica militare della Repubblica araba libica Libyan Arab Republic Air Force                                                               | | 1969-1977?         |
| Libia       | | Regia Aeronautica militare libica Al-Quwwat al-Jawwiya al-Malakiyya al-Libiyya Royal Libyan Air Force                                           | | 1951-1969          |
| Lituania    | | Aeronautica militare lituana Karinės Oro Pajėgos Lithuanian Air Force                                                                           | | 1992               |
| Lussemburgo | | Forza di allerta aviotrasportata della NATO NATO Air Base Geilenkirchen NATO Airborne Early Warning Force                                       | | 1982               |

## M
| Nazione            | | | | Anno di fondazione |
| Nazione            | Forze aeree Nome in lingua originale Denominazione internazionale in lingua ingleseAttualePrecedente | Forze aeree Nome in lingua originale Denominazione internazionale in lingua ingleseAttualePrecedente                                                                                     | Forze aeree Nome in lingua originale Denominazione internazionale in lingua ingleseAttualePrecedente | Anno di fondazione |
| ------------------ | --- | --- | --- | ------------------ |
| Macedonia del Nord | | Aeronautica militare e Difesa aerea macedone Воено Воздухопловство и Противвоздушна Одбрана, (Voeno Vozduhoplovstvo i Protivvozdušna Odbrana) Macedonian Air Force and Air Defense Force | | 1992               |
| Madagascar         | | Aeronautica militare del Madagascar Tafika anabakabaka Malagasy Armée de l'air Malgache Malagasy Air Force                                                                               | | 1961               |
| Malawi             | | Stormo aereo dell'Esercito del Malawi Malawi Army Air Wing | | 1978               |
| Malawi             | | Arma aerea dei giovani pionieri del Malawi Malawi Young Pioneers Air Arm | | 1970-1978          |
| Malaysia           | | Regia aeronautica malese Tentera Udara Diraja Malaysia Royal Malaysian Air Force | | 1963               |
| Malaysia           | | Regia aeronautica della Malacca Tentera Udara Diraja Persekutuan Royal Malayan Air Force                                                                                                 | | 1958-1963          |
| Mali               | | Aeronautica militare del Mali Force aérienne de la République du Mali Mali Air Force | | 1961               |
| Malta              | | Stormo aereo maltese Air Wing of Armed Forces of Malta | | 1992               |
| Marocco            | | Regie forze aeree marocchine القوات الجوية الملكية المغربية - Al-Quwwat al-Jawwiyya al-Malikiyya al-Maghribiyya (Forces royales air) Royal Moroccan Air Force                            | | 1961               |
| Marocco            | | Regia aviazione dello Sherif Aviation Royale Chérifienne Sherifan Royal Aviation | | 1956-1961          |
| Mauritania         | | Aeronautica militare della Mauritania Force aérienne de la République Islamique de Mauritanie Mauritanian Air Force                                                                      | | 1961               |
| Mauritius          | | Guardia costiera delle Maurizius Mauritius Coast Guard | | 1987               |
| Mauritius          | | Mauritius Police Force Marine Wing | | 1970-1987          |
| Messico            | | Aeronautica militare messicana Fuerza Aérea Mexicana Mexican Air Force | | 1915               |
| Messico            | | Aviazione navale messicana Fuerza Aeronaval Mexican Naval Aviation | | 1926               |
| Moldavia           | | Aeronautica militare moldava Moldovan Air Force | | 1991               |
| Mongolia           | | Aeronautica militare mongola Mongolian Air Force Монгол Улсын Агаарын Довтолгооноос Хамгаалах Цэргийн Хүчин                                                                              | | 1925-presente      |
| Mongolia           | | Difesa aerea mongola Agaaryn Dovtolgoonoos Khamgaalakh Tsergiyn Komandlal Mongolian Air Defense Forces Command                                                                           | | 1993               |
| Mongolia           | | Aeronautica del popolo mongolo Mongolian People's Air Force | | 1925-1993          |
| Montenegro         | | Aeronautica militare montenegrina Vazdušne snage Crne Gore Montenegrin Air Force | | 2006               |
| Mozambico          | | Aeronautica militare mozambicana Força Aérea de Moçambique Mozambique Air Force | | c.1976/77?         |
| Mozambico          | | People's Liberation Air Force of Mozambique Força Populare Aérea de Libertação de Moçambique                                                                                             | | 1975-c.1976/77?    |
| Myanmar (Birmania) | | Aeronautica militare del Myanmar Tatmdaw Lei UBAF - Myanmar Air Force | | 1947               |

## N
| Nazione       | | | | Anno di fondazione |
| Nazione       | Forze aeree Nome in lingua originale Denominazione internazionale in lingua ingleseAttualePrecedente | Forze aeree Nome in lingua originale Denominazione internazionale in lingua ingleseAttualePrecedente                                                | Forze aeree Nome in lingua originale Denominazione internazionale in lingua ingleseAttualePrecedente | Anno di fondazione |
| ------------- | --- | --- | --- | ------------------ |
| Namibia       | | Aeronautica militare namibiana NDF - Namibian Air Force                                                                                             | | 2005               |
| Namibia       | | Squadra aerea delle Forze di difesa namibiane NDF - Namibia Defence Force Air Wing                                                                  | | 1994-2005          |
| Nepal         | | Servizio aereo del Regio esercito nepalese Royal Nepal Army Air Service                                                                             | | 2008               |
| Nepal         | | Squadra aerea dell'Esercito nepalese नेपाली सैनिक विमान सेवा Royal Nepal Army Air Wing                                                                       | | 1979-2007          |
| Nepal         | | Servizio aereo del Regio esercito nepalese Royal Nepal Army Air Service                                                                             | | 1965-1979          |
| Nicaragua     | | Forza aerea dell'Esercito nicaraguense Fuerza Aérea - Ejército de Nicaragua Nicaraguan Army Air Force                                               | | 1995               |
| Nicaragua     | | Aeronautica militare nicaraguense Fuerza Aérea Nicaraguënse Nicaraguan Air Force                                                                    | | 1990-1995          |
| Nicaragua     | | Aeronautica militare sandinista Fuerza Aérea Sandinista Sandanista Air Force                                                                        | | 1979-1990          |
| Nicaragua     | | Aeronautica militare del Nicaragua Fuerza Aérea de Nicaragua Air Force of Nicaragua                                                                 | | c.1950-1979        |
| Nicaragua     | | Aeronautica militare della Guardia nicaraguense Fuerza Aérea Guardia de Nicaragua Guard Air Force of Nicaragua                                      | | c.1947-c.1950      |
| Nicaragua     | | Aeronautica militare della Guardia nazionale Fuerza Aérea de la Guardia Nacional Air Force of the National Guard                                    | | 1938-c.1947        |
| Nicaragua     | | Corpo dell'Aviazione della Guardia nazionale Cuerpo de Aviación de la Guardia Nacional Air Corps of the National Guard                              | | 1936-1938          |
| Nicaragua     | | Corpo militare dell'Aviazione Cuerpo Militar de Aviación Military Aviation Corps                                                                    | | 1926-1936          |
| Nicaragua     | | Guardia nazionale Guardia Nacional National Guard                                                                                                   | | 1920-1926          |
| Niger         | | Aeronautica militare del Niger Armée de l'air du Niger Air Force of Niger                                                                           | | 2003               |
| Niger         | | Raggruppamento aereo nazionale del Niger GAN - Groupement aérien national du Niger Niger Air Force                                                  | | 1961-2003?         |
| Nigeria       | | Aeronautica militare nigeriana Nigerian Air Force                                                                                                   | | 1964               |
| Norvegia      | | Regia Aeronautica militare norvegese Kongelige Norske Luftforsvaret Royal Norwegian Air Force                                                       | | 1944               |
| Norvegia      | | Squadroni della RAF n.ri 331 e 332 Royal Air Force squadrons 331 and 332                                                                            | | 1942-1945          |
| Norvegia      | | Servizio aereo dell'Esercito norvegese Hærens Flyvevesen Army Air Service                                                                           | | 1915-1944          |
| Norvegia      | | Servizio aereo della Marina norvegese Marinens Flyvevesen Naval Air Service                                                                         | | 1916-1944          |
| Nuova Zelanda | | Regia aeronautica militare della Nuova Zelanda Royal New Zealand Air Force                                                                          | | 1934               |
| Nuova Zelanda | | Gruppi di volo neozelandesi della RAF n.ri 75, 485, 486, 487, 488, 489 e 490 New Zealand Squadrons of the RAF Nos. 75, 485, 486, 487, 488, 489, 490 | | 1939-1945          |
| Nuova Zelanda | | Aeronautica militare territoriale neozelandese New Zealand Territorial Air Force                                                                    | | 1930-1957          |
| Nuova Zelanda | | Aeronautica militare permanente neozelandese New Zealand Permanent Air Force                                                                        | | 1923-1934          |
| Nuova Zelanda | | Corpo aeronautico dell'Esercito neozelandese New Zealand Army Flying Corps                                                                          | | 1913-1923          |

## O
Per l'Olanda, si veda Paesi Bassi alla sezione P sotto.
| Nazione | | | | Anno di fondazione |
| Nazione | Forze aeree Nome in lingua originale Denominazione internazionale in lingua ingleseAttualePrecedente | Forze aeree Nome in lingua originale Denominazione internazionale in lingua ingleseAttualePrecedente       | Forze aeree Nome in lingua originale Denominazione internazionale in lingua ingleseAttualePrecedente | Anno di fondazione |
| ------- | --- | --- | --- | ------------------ |
| Oman    | | Regia forza aerea dell'Oman Al-Quwwat al-Jawiyya al-Sultaniyya al-'Umaniyya RAFO - Royal Air Force of Oman | | 1990               |
| Oman    | | Aeronautica militare del Sultanato dell'Oman SOAF - Sultan of Oman's Air Force                             | | 1959-1990          |
| OECS    | | Sistema di sicurezza regionale Regional Security System                                                    | | 1999               |

## P
| Nazione            | | | | Anno di fondazione |
| Nazione            | Forze aeree Nome in lingua originale Denominazione internazionale in lingua ingleseAttualePrecedente | Forze aeree Nome in lingua originale Denominazione internazionale in lingua ingleseAttualePrecedente                                        | Forze aeree Nome in lingua originale Denominazione internazionale in lingua ingleseAttualePrecedente | Anno di fondazione |
| ------------------ | --- | --- | --- | ------------------ |
| Paesi Bassi        | | Regia forza aerea (Paesi Bassi) Koninklijke Luchtmacht Royal Netherlands Air Force                                                          | | 1953               |
| Paesi Bassi        | | | 1939-1940                                                                                            |                    |
| Paesi Bassi        | | | 1921-1940                                                                                            |                    |
| Paesi Bassi        | | Aviazione dell'Esercito (olandese) Luchtvaartafdeeling (Netherlands) Army Air Force                                                         | | 1914-1921          |
| Paesi Bassi        | | Aviazione navale (olandese) MLD - Marine Luchtvaartdienst Netherlands Naval Aviation Service                                                | | 1917               |
| Pakistan           | | Aeronautica militare pakistana پاکستانی فضائيہ (Pakistani Fida'iyye) PAF - Pakistani Air Force                                              | | 1956               |
| Pakistan           | | Regia Aeronautica militare pakistana ? RPAF - Royal Pakistani Air Force                                                                     | | 1947-1956          |
| Pakistan           | | Aviazione dell'Esercito (pakistano) Pakistan Army Aviation Corps                                                                            | | 1947               |
| Pakistan           | | Aviazione navale pakistana ? Pakistan Naval Air Arm                                                                                         | | 1973               |
| Panama             | | Servizio aeronavale nazionale Servicio Nacional Aeronaval                                                                                   | | 1983               |
| Papua Nuova Guinea | | Forza di difesa del Papua Nuova Guinea ? Papua New Guinea Defence Force                                                                     | | 1974               |
| Paraguay           | | Aeronautica militare paraguaiana Fuerza Aérea Paraguaya Paraguay Air Force                                                                  | | 1989               |
| Paraguay           | | Aeronautica militare paraguayana Aviación Militar ?                                                                                         | | 1932               |
| Paraguay           | | Aeronautica militare dell'esercito paraguayano Arma Aérea Paraguaya ?                                                                       | | 1927               |
| Paraguay           | | Aviazione navale paraguaiana Aviación Naval Paraguaya Paraguay Naval Aviation                                                               | | 1929               |
| Paraguay           | Aviazione Militare Paraguaiana Aviación Militar Paraguaya Paraguay Army Aviation                     | | |                    |
| Perù               | | Aeronautica militare peruviana Fuerza Aérea del Perú Peruvian Air Force                                                                     | | 1950               |
| Perù               | | Corpo aeronautico del Perù Cuerpo Aeronáutico del Perú Peruvian Aeronautical Corps                                                          | | 1936-1950          |
| Perù               | | Corpo d'aviazione del Perù Cuerpo de Aviación del Perú Peruvian Aviation Corps                                                              | | 1929-1936          |
| Perù               | | Aviazione navale (peruviana) Fuerza Aviación Naval Peruvian Naval Aviation                                                                  | | 1980               |
| Perù               | | Servizio aeronavale (peruviano) Servicio Aeronaval Aeronaval Service                                                                        | | 1963-1980          |
| Perù               | | Aviazione dell'Esercito (peruviano) Aviación del Ejército Peruvian Army Aviation                                                            | | 1977               |
| Perù               | | Gruppo d'aviazione leggera dell'Esercito (peruviano) Grupo de Aviación Ligera del Ejército Army Light Aviation Group                        | | 1973-1977          |
| Polonia            | | Aeronautica militare polacca Siły Powietrzne Polish Air Force                                                                               | | 2004               |
| Polonia            | | Aeronautica militare e Difesa aerea polacca Wojska Lotnicze i Obrony Powietrznej Air and Air Defence Forces                                 | | 1993-2004          |
| Polonia            | | | 1990-1993                                                                                            |                    |
| Polonia            | | Aeronautica militare (polacca) Wojska Lotnicze (Polish) Air Force                                                                           | | 1962-1990          |
| Polonia            | | Difesa aerea del paese Wojska Obrony Powietrznej Kraju Air Defence Force of Country                                                         | | 1962-1990          |
| Polonia            | | Aeronautica militare e Difesa aerea del paese Wojska Lotnicze i Obrony Przeciwlotniczej Obszaru Kraju Air and Air Defence Forces of Country | | 1954-1962          |
| Polonia            | | Aeronautica militare (polacca) Wojska Lotnicze Air Force                                                                                    | | 1947-1954          |
| Polonia            | | Aeronautica militare dell'Esercito polacco Lotnictwo ludowego Wojska Polskiego Air Force of the Polish Army                                 | | 1945-1947          |
| Polonia            | | Aeronautica militare dell'Esercito polacco Lotnictwo ludowego Wojska Polskiego Air Force of the Polish Army                                 | | 1943-1945          |
| Polonia            | | Squadron della RAF 300-309, 315-318 e 663                                                                                                   | | 1940-1947          |
| Polonia            | | Aeronautica militare polacca Forces Aerienes Polonaises                                                                                     | | 1940               |
| Polonia            | | Aeronautica militare Wojska Lotnicze Air Force                                                                                              | | 1918-1939          |
| Polonia            | | Aviazione dell'Esercito polacco Lotnictwo Wojsk Lądowych Polish Army Aviation                                                               | | 1994               |
| Polonia            | | Aviazione navale (polacca) Lotnictwo Marynarki Wojennej Polish Naval Aviation                                                               | | 1947               |
| Polonia            | | Aviazione delle Guardie di frontiera polacche Lotnictwo Straży Granicznej Aviation of Polish Border Guard                                   | | 1990               |
| Portogallo         | | Aeronautica militare portoghese Força Aérea Portuguesa PoAF - Portuguese Air Force                                                          | | 1952               |
| Portogallo         | | Arma dell'Aeronautica militare (portoghese) Arma da Aeronáutica Militar Army Air Service                                                    | | 1924-1952          |
| Portogallo         | | Servizio aeronautico militare Serviço Aeronáutico Militar Military Aeronautical Service                                                     | | 1914-1924          |
| Portogallo         | | Compagnia aerostieri Companhia de Aerosteiros Balloon Corps                                                                                 | | 1911-1914          |
| Portogallo         | | Squadriglia elicotteri della Marina (portoghese) Esquadrilha de Helicópteros da Marinha Navy Helicopter Squadron                            | | 1993               |
| Portogallo         | | Aviazione navale (portoghese) Aviação Naval Portuguese Naval Aviation                                                                       | | 1957-1993          |
| Portogallo         | | Forza aeronavale Forças Aeronavais Aeronaval Forces                                                                                         | | 1952-1957          |
| Portogallo         | | Servizio dell'Aeronautica navale Serviço da Aeronáutica Naval Naval Aeronautical Service                                                    | | 1918-1952          |
| Portogallo         | | Servizio dell'Aviazione dell'Armada Serviço de Aviação da Armada Naval Aviation Service                                                     | | 1917-1918          |

## Q
| Nazione | | | | Anno di fondazione |
| Nazione | Forze aeree Nome in lingua originale Denominazione internazionale in lingua ingleseAttualePrecedente | Forze aeree Nome in lingua originale Denominazione internazionale in lingua ingleseAttualePrecedente | Forze aeree Nome in lingua originale Denominazione internazionale in lingua ingleseAttualePrecedente | Anno di fondazione |
| ------- | --- | --- | --- | ------------------ |
| Qatar   | | Aeronautica militare dell'Emirato del Qatar Qatar Emiri Air Force                                    | | 1968               |

## R
| Nazione     | | | | Anno di fondazione |
| Nazione     | Forze aeree Nome in lingua originale Denominazione internazionale in lingua ingleseAttualePrecedente | Forze aeree Nome in lingua originale Denominazione internazionale in lingua ingleseAttualePrecedente                                                                                              | Forze aeree Nome in lingua originale Denominazione internazionale in lingua ingleseAttualePrecedente | Anno di fondazione |
| ----------- | --- | --- | --- | ------------------ |
| Regno Unito | | Regia aeronautica militare del Regno Unito Royal Air Force | | 1918               |
| Regno Unito | | Servizio aereo navale del Regno Unito Royal Naval Air Service | | 1914-1918          |
| Regno Unito | | Regia corpo aereo del Regno Unito Royal Flying Corps | | 1912-1918          |
| Regno Unito | | Regia aviazione navale del Regno Unito Fleet Air Arm | | 1937               |
| Regno Unito | | Corpo aereo dell'esercito del Regno Unito Army Air Corps | | 1942               |
| Romania     | | Aeronautica militare rumena Forțele Aeriene Române Romanian Air Force | | 1989               |
| Romania     | | Aeronautica militare della Repubblica socialista della Romania Forțele Aeriene ale Republicii Socialiste Română                                                                                   | | 1985-1989          |
| Romania     | | Aeronautica militare della Repubblica socialista della Romania Forțele Aeriene ale Republicii Socialiste Română                                                                                   | | 1965-1985          |
| Romania     | | Aeronautica militare della Repubblica popolare della Romania Forțele Aeriene ale Republicii Populare Română                                                                                       | | 1947-1965          |
| Romania     | | | 1944-1947                                                                                            |                    |
| Romania     | | Regia aeronautica militare rumena Forțele Aeriene Regale ale României | | 1941-1944          |
| Romania     | | Regia aeronautica rumena Aeronautica Regală Românã | | 1915-1941          |
| Russia      | | Aeronautica militare della Federazione Russa Военно-воздушные cилы России (Voenno-vozdušnye sily Rossijskoj Federacii) Russian Air Force                                                          | | 2010               |
| Russia      | | | 1991-2010                                                                                            |                    |
| Russia      | | Aeronautica militare dell'Unione Sovietica Военно-Воздушные Силы (Voenno-vozdušnye sily SSSR) Soviet Air Force                                                                                    | | 1918-1991          |
| Russia      | | Imperiale aeronautica militare russa Императорский военно-воздушный флот (Imperatorskij voenno-vozdušnyj flot) Pre-reform Russian:Императорскiй военно-воздушный флотъ Imperial Russian Air Force | | 1910-1917          |
| Russia      | | Aviazione navale della Federazione Russa Авиация Военно-Морского Флота (Aviacija Voenno-Morskogo Flota) Russian Naval Aviation                                                                    | | 2010               |
| Russia      | | | 1991-2010                                                                                            |                    |
| Ruanda      | | Aeronautica militare del Ruanda Force Aérienne Rwandaise Rwanda Air Force | | 1972               |

## S
| Nazione      | | | | Anno di fondazione |
| Nazione      | Forze aeree Nome in lingua originale Denominazione internazionale in lingua ingleseAttualePrecedente | Forze aeree Nome in lingua originale Denominazione internazionale in lingua ingleseAttualePrecedente                                                | Forze aeree Nome in lingua originale Denominazione internazionale in lingua ingleseAttualePrecedente | Anno di fondazione |
| ------------ | --- | --- | --- | ------------------ |
| Senegal      | | Aeronautica militare senegalese Armée de l'air du Sénégal Senegalese Air Force                                                                      | | 1960               |
| Serbia       | | Aeronautica militare serba Ваздухопловство и ПВО Војске Србије (Vazduhoplovstvo i PVO Vojske Srbije) Serbian Air Force                              | | 2006               |
| Serbia       | | Servizio aereo militare serbo Српска Авијатика (Srpska avijacija) Serbian Military Air Service                                                      | | 1915-1918          |
| Serbia       | | | 1913-1915                                                                                            |                    |
| Serbia       | | Comando aereo del Servizio aeronautico serbo Ваздухопловна Команда (Vazduhoplovna Komanda) Serbian Aviation Service Aircraft Command                | | 1912-1913          |
| Seychelles   | | Guardia coste delle Seychelles Coast Guard Air Wing (Seychelles)                                                                                    | | 1980               |
| Sierra Leone | | Aeronautica militare della Sierra Leone Sierra Leone Defence Force                                                                                  | | 1973               |
| Singapore    | | Aeronautica militare della Repubblica di Singapore Angkatan Udara Republik Singapura Republic of Singapore Air Force                                | | 1975               |
| Siria        | | Aeronautica militare siriana القوﺍﺕ الجوية ﺍﻟﻌﺮﺑﻴـة ﺍﻟﺴﻮﺭﻳـة (Al-Quwwat al-Jawwiyya al-'Arabiyya al-Suriyya) Syrian Air Force                       | | 1961               |
| Siria        | | Aeronautica militare delle Repubbliche arabe unite UAR - United Arab Republic Air Force                                                             | | 1958-1961          |
| Siria        | | Aeronautica militare siriana Al-Quwwat al-Jawwiyya al-'Arabiyya al-Suriyya Syrian Air Force                                                         | | 1948-1958          |
| Slovacchia   | | Aeronautica militare slovacca Vzdušné sily Slovenskej republiky Slovak Air Force                                                                    | | 2002               |
| Slovacchia   | | Aeronautica militare e difesa aerea della Slovacchia Letectva a Protivzdu Obrany-snej Slovenskej Slovak Air Force and Air Defence Force             | | 1993-2001          |
| Slovacchia   | | Arma aeronautica slovacca Slovenské vzdušné zbrane Slovakian Air Arm                                                                                | | 1939-1944          |
| Slovenia     | | Aeronautica militare slovena Vojaško Letalstvo in Zracna Obramba Slovenske Vojske Air Force of the Slovenian Army                                   | | 2004               |
| Slovenia     | | 15ª aerobrigata dell'esercito sloveno 15th Aviation Brigade of the Slovenian Army                                                                   | | 1995-2004          |
| Slovenia     | | 15ª aerobrigata delle forze di difesa territoriale slovena 15th Aviation Brigade of the Territorial Defense Force                                   | | 1992-1995          |
| Slovenia     | | Forze di difesa territoriale slovena - Unità aerea Slovenian Territorial Defense Force - Air Force Unit                                             | | 1991-1992          |
| Somalia      | | Aeronautica militare somala Ciidamada Cirka Soomaaliyeed Somali Air Force                                                                           | | 1991               |
| Somalia      | | Aeronautica militare somala Cuerpo Aeronautica della Somalia Somali Air Corps                                                                       | | 1960-1991          |
| Somalia      | | Corpo di sicurezza della Somalia Ciidamada Cirka Soomaaliyeed Somali Aeronautical Corps                                                             | | 1958-1960          |
| Spagna       | | Aeronautica militare spagnola Ejército del Aire Spanish Air Force                                                                                   | | 1939               |
| Spagna       | | Aviazione Nazionale Aviación Nacional | | 1936-1939          |
| Spagna       | | | 1937-1939                                                                                            |                    |
| Spagna       | | Forza aerea della Repubblica di Spagna Fuerzas Aéreas de la República Española (F.A.R.E.) Spanish Republican Air Force                              | | 1931-1939          |
| Spagna       | | Aeronautica militare spagnola (1911-1931) Aviación Militar Española                                                                                 | | 1911-1931          |
| Spagna       | | Servizio militare aerostieri Servicio Militar de Aerostacion                                                                                        | | 1896-1911          |
| Spagna       | | Aviazione dell'Esercito Spagnolo FAMET Spanish Army Aviation Fuerzas Aeromóviles del Ejército de Tierra                                             | | 1973               |
| Spagna       | | Aviazione navale spagnola Arma Aérea de la Armada Armada Española Air Arm                                                                           | | 1954               |
| Spagna       | | Aeronautica navale Aeronáutica Naval | | 1917-1936          |
| Sri Lanka    | | Aeronautica militare dello Sri Lanka SLAF - Aeronautica militare dello Sri Lanka                                                                    | | 1972               |
| Sri Lanka    | | Regia aeronautica militare del Ceylon RCyAF - Royal Ceylon Air Force                                                                                | | 1951-1972          |
| Stati Uniti  | | Aeronautica militare degli Stati Uniti d'America USAF - United States Air Force                                                                     | | 1947               |
| Stati Uniti  | | | 1947-1990?                                                                                           |                    |
| Stati Uniti  | | Forze aeree dell'Esercito degli Stati Uniti USAAF - United States Army Air Forces                                                                   | | 1943-1947          |
| Stati Uniti  | | | 1942-1943                                                                                            |                    |
| Stati Uniti  | | | 1941-1942                                                                                            |                    |
| Stati Uniti  | | Corpo aeronautico dell'Esercito degli Stati Uniti United States Army Air Corps                                                                      | | 1926-1941          |
| Stati Uniti  | | Servizio aeronautico dell'Esercito degli Stati Uniti United States Army Air Service                                                                 | | 1917-1926          |
| Stati Uniti  | | United States Army Aviation Branch | | 1947               |
| Stati Uniti  | | Aviazione navale degli Stati Uniti d'America United States Naval Aviation                                                                           | | 1911               |
| Stati Uniti  | | | 1947-1990?                                                                                           |                    |
| Stati Uniti  | | | 1943-1947                                                                                            |                    |
| Stati Uniti  | | | 1942-1943                                                                                            |                    |
| Stati Uniti  | | | 1926-1942                                                                                            |                    |
| Stati Uniti  | | Aeronautica del Corpo dei Marines degli Stati Uniti d'America United States Marine Corps Aviation                                                   | | 1912               |
| Stati Uniti  | | Guardia nazionale aerea Air National Guard | | 1947               |
| Stati Uniti  | | Componente della Guardia nazionale degli Stati Uniti d'America component of the United States National Guard                                        | | 1916-1947          |
| Sudafrica    | | Aeronautica militare sudafricana Suid-Afrikaanse Lugmag SAAF - South African Air Force                                                              | | 1920               |
| Sudafrica    | | | 1924-1947                                                                                            |                    |
| Sudafrica    | | Corpo aereo sudafricano South African Aviation Corps                                                                                                | | 1915-1920          |
| Sudan        | | Aeronautica militare sudanese القوﺍﺕ الجوية ﺍﻟﺴﻮﺩﺍﻧﻴـة Al-Quwwat al-Jawwiyya al-Sudaniyya Sudanese Air Force                                        | | 1956               |
| Suriname     | | Aeronautica militare del Suriname Surinaamse Luchtmacht Suriname Air Force                                                                          | | 1982               |
| Svezia       | | Aeronautica militare svedese Svenska Flygvapnet Swedish Air Force                                                                                   | | 1926               |
| Svezia       | | Flygkompaniet Aircraft Coy of the Signal Corps | | 1912-1926          |
| Svezia       | | Marinens Flygväsen Naval Air Service | | 1911-1926          |
| Svezia       | | ? Defence Helicopter Wing Försvarsmaktens Helikopterflottilj                                                                                        | | 1998-2003          |
| Svezia       | | Arméflyget Swedish Army Aviation | | 1954-1998          |
| Svezia       | | Marinflyget Swedish Naval Aviation | | 1958-1998          |
| Svizzera     | | Forze Aeree Svizzere Schweizer Luftwaffe Forces Aériennes Suisses Swiss Air Force                                                                   | | 1946               |
| Svizzera     | | Servizio indipendente delle Forze armate federali svizzere Schweizerische Flugwaffe Independent service under the Swiss Federal Military Department | | 1936-1946          |
| Svizzera     | | Corpo aeronautico svizzero Schweizerische Fliegertruppe Swiss Army Aviation                                                                         | | 1914-1936          |
| eSwatini     | | Aeronautica militare dello Swaziland Swazi Air Force                                                                                                | | 1979               |

## T
Per il Taiwan, si veda Taiwan (Repubblica di Cina) alla sezione C sopra.
| Nazione           | | | | Anno di fondazione |
| Nazione           | Forze aeree Nome in lingua originale Denominazione internazionale in lingua ingleseAttualePrecedente | Forze aeree Nome in lingua originale Denominazione internazionale in lingua ingleseAttualePrecedente                                             | Forze aeree Nome in lingua originale Denominazione internazionale in lingua ingleseAttualePrecedente | Anno di fondazione |
| ----------------- | --- | --- | --- | ------------------ |
| Tagikistan        | | Aeronautica militare e difesa aerea del Tagikistan Tajikistan Air and Air Defense Troops                                                         | | c. 1993-1994       |
| Tanzania          | | Componente aerea delle forze di difesa del Popolo della Tanzania Jeshi la Anga la Wananchi wa Tanzania Tanzanian People's Defense Force Air Wing | | 1965               |
| Thailandia        | | Regia aeronautica militare thailandese กองทัพอากาศไทย (Kongthap Akat Thai) Royal Thai Air Force                                                   | | 1937               |
| Thailandia        | | Divisione aerea militare thailandese กรมทหารอากาศ (Krom Tahan Akat) Air Force Division                                                           | | 1935-1937          |
| Thailandia        | | Divisione aerea thailandese กรมอากาศยาน (Krom Akatsayan) Air Division                                                                            | | 1921-1935          |
| Thailandia        | | Divisione aerea dell'esercito thailandese กรมอากาศยานทหารบก (Krom Akatsayan Tahan Bok) Army Aviation Division                                    | | 1917-1921          |
| Thailandia        | | Unità aerea dell'esercito thailandese กองบินทหารบก (Kong Bin Tahan Bok) Army Aviation Unit                                                        | | 1914-1917          |
| Togo              | | Aeronautica militare del Togo Force aérienne togolaise Togolese Air Force                                                                        | | 1964               |
| Trinidad e Tobago | | Aeronautica militare di difesa aerea del Trinidad e Tobago Trinidad and Tobago Defence Force Air Guard                                           | | 1966               |
| Tunisia           | | Aeronautica militare tunisina القوﺍﺕ الجوية ﺍﻟﺘﻮﻧﺴﻴـة Al-Quwwat al-Jawwiyya al-Tunisiyya Tunisian Air Force                                      | | 1959               |
| Turchia           | | Aeronautica militare turca Türk Hava Kuvvetleri Turkish Air Force                                                                                | | 1944               |
| Turchia           | | Turkish Ministry of Defense, Undersecretariat of Military Aviation Hava Müsteşarlığı                                                             | | 1928-1944          |
| Turchia           | | ? Hava Kuvvetleri Müfettişliği Turkish Air Force Inspectorate                                                                                    | | 1922-1928          |
| Turchia           | | ? Kuva-yı Havaiye Müdüriyet-i Umumiyesi Turkish Air Force General Directorate                                                                    | | 1921-1922          |
| Turchia           | | ? Kuva-yı Havaiye Şubesi Turkish Army Air Service                                                                                                | | 1920-1921          |
| Turchia           | | ? Türk Kara Kuvvetleri Havacılığı Turkish Land Force Aviation                                                                                    | | 1948               |
| Turchia           | | Aviazione navale turca Türk Donanma Havacılığı Turkish Naval Aviation                                                                            | | 1971               |
| Turchia           | | Guardia costiera Turca Türk Sahil Güvenlik Havacılığı Turkish Coast Guard Aviation                                                               | | 1993               |
| Turkmenistan      | | Aeronautica militare e difesa aerea del Turkmenistan Wojenno-Wosduschnije Sily Turkmenistan Air Force and Air Defense Force                      | | 1992               |

## U
| Nazione    | | | | Anno di fondazione |
| Nazione    | Forze aeree Nome in lingua originale Denominazione internazionale in lingua ingleseAttualePrecedente | Forze aeree Nome in lingua originale Denominazione internazionale in lingua ingleseAttualePrecedente                               | Forze aeree Nome in lingua originale Denominazione internazionale in lingua ingleseAttualePrecedente | Anno di fondazione |
| ---------- | --- | --- | --- | ------------------ |
| Ucraina    | | Aeronautica militare ucraina Військово-Повітряні Сили України (Viys'kovo-Povitriani Syly Ukrayiny) Ukrainian Air Force             | | 1992               |
| Ucraina    | | Aviazione navale ucraina Авіація Військово-Морських Сил (Aviatsiya Viys'kovo-Mors'kykh Syl) Ukrainian Naval Aviation               | | 1992               |
| Uganda     | | Aeronautica militare ugandese Ugandan Air Force                                                                                    | | 1964               |
| Ungheria   | | Aeronautica militare ungherese Magyar légierő HuAF - Hungarian Air Force                                                           | | 1991               |
| Ungheria   | | | 1990-1991                                                                                            |                    |
| Ungheria   | | Aeronautica militare della Repubblica Popolare dell'Ungheria Magyar Néphadsereg légiereje Air Force of the Hungarian People's Army | | 1951-1990          |
| Ungheria   | | | 1949-1951                                                                                            |                    |
| Ungheria   | | | 1948-1949                                                                                            |                    |
| Ungheria   | | Regia aeronautica di difesa aerea ungherese Magyar Királyi Honvéd Légierő Royal Hungarian National Defense Air Force               | | 1941-1945          |
| Ungheria   | | | 1938-1941                                                                                            |                    |
| Ungheria   | | Red Hungarian Air Corps Vörös Légjárócsapat                                                                                        | | 1919               |
| Ungheria   | Insignia variant                                                                                     | | |                    |
| Ungheria   | Insignia variant                                                                                     | | |                    |
| Uruguay    | | Aeronautica militare uruguagia Fuerza Aérea Uruguaya Uruguayan Air Force                                                           | | 1953               |
| Uruguay    | | Fuerza Aérea Militar Military Air Force                                                                                            | | 1952-1953          |
| Uruguay    | | Aeronáutica Militar Uruguaya Uruguayan Military Aviation                                                                           | | 1935-1952          |
| Uruguay    | | Scuola dell'aeronautica militare uruguagia Escuela Militar de Aeronáutica Military School of Aeronautics                           | | 1916-1935          |
| Uruguay    | | Escuela de Aviación Militar Military Aviation School                                                                               | | 1913-1916          |
| Uruguay    | | Aviazione navale uruguagia Aviación Naval Uruguaya Uruguayan Naval Aviation                                                        | | 1951               |
| Uruguay    | | Servicio Aeronáutico Naval Air Service                                                                                             | | 1925-1951          |
| Uzbekistan | | Aeronautica militare e difesa aerea dell'Uzbekistan Uzbek Air and Air Defense Force                                                | | 1992               |

## V
| Nazione   | | | | Anno di fondazione |
| Nazione   | Forze aeree Nome in lingua originale Denominazione internazionale in lingua ingleseAttualePrecedente | Forze aeree Nome in lingua originale Denominazione internazionale in lingua ingleseAttualePrecedente                     | Forze aeree Nome in lingua originale Denominazione internazionale in lingua ingleseAttualePrecedente | Anno di fondazione |
| --------- | --- | --- | --- | ------------------ |
| Venezuela | | Aeronautica militare venezuelana Aviación Militar Venezolana Venezuelan Air Force                                        | | 2006               |
| Venezuela | | Forza aerea venezuelana Fuerza Aérea Venezolana                                                                          | | 1949-2006          |
| Venezuela | | Aviazione dell'esercito venezuelano Servicio Aéreo del Ejército Venezolano Venezuelan Army Aviation                      | | 1970               |
| Venezuela | | Aviazione navale venezuelana Aviación de la Marina Venezolana Venezuelan Naval Aviation                                  | | 1922               |
| Venezuela | | Comando di appoggio aereo della guardia nazionale Comando de Apoyo Aéreo de Guardia Nacional National Guard of Venezuela | | 1999               |
| Vietnam   | | Aeronautica militare della Repubblica Socialista del Vietnam Không Quân Nhân Dân Việt Nam Vietnam People's Air Force     | | 1975               |
| Vietnam   | | Aeronautica militare nordvietnamita North Vietnamese Air Force                                                           | | 1959-1975          |
| Vietnam   | | Aeronautica militare della Cocincina Cochin China Air Force                                                              | | 1941-1945          |

## Y
| Nazione | | | | Anno di fondazione |
| Nazione | Forze aeree Nome in lingua originale Denominazione internazionale in lingua ingleseAttualePrecedente | Forze aeree Nome in lingua originale Denominazione internazionale in lingua ingleseAttualePrecedente    | Forze aeree Nome in lingua originale Denominazione internazionale in lingua ingleseAttualePrecedente | Anno di fondazione |
| ------- | --- | --- | --- | ------------------ |
| Yemen   | | Aeronautica militare yemenita القوﺍﺕ الجوية ﺍﻟﻴﻤﻨﻴـة Al-Quwwat al-Jawwiyya al-Yamaniyya Yemen Air Force | | 1990               |

## Z
| Nazione                              | | | | Anno di fondazione |
| Nazione                              | Forze aeree Nome in lingua originale Denominazione internazionale in lingua ingleseAttualePrecedente | Forze aeree Nome in lingua originale Denominazione internazionale in lingua ingleseAttualePrecedente            | Forze aeree Nome in lingua originale Denominazione internazionale in lingua ingleseAttualePrecedente | Anno di fondazione |
| ------------------------------------ | --- | --- | --- | ------------------ |
| Zambia (già Rhodesia Settentrionale) | | Aeronautica militare e comando di difesa aerea dello Zambia Zambian Air Force and Air Defence Command           | | 1968               |
| Zambia (già Rhodesia Settentrionale) | | Zambia Air Wing                                                                                                 | | 1964-1968          |
| Zambia (già Rhodesia Settentrionale) | | Aeronautica militare della Federazione del Niassa e della Rhodesia Federation of Rhodesia & Nyasaland Air Force | | 1954-1963          |
| Zimbabwe (già Rhodesia Meridionale)  | | Aeronautica militare dello Zimbabwe Air Force of Zimbabwe                                                       | | 1980               |
| Zimbabwe (già Rhodesia Meridionale)  | | Aeronautica militare della Rhodesia Rhodesian Air Force                                                         | | 1970-1979          |
| Zimbabwe (già Rhodesia Meridionale)  | | Regia aeronautica militare della Rhodesia Royal Rhodesian Air Force                                             | | 1963-1970          |
| Zimbabwe (già Rhodesia Meridionale)  | | Aeronautica militare della Federazione del Niassa e della Rhodesia Federation of Rhodesia & Nyasaland Air Force | | 1954-1963          |
| Zimbabwe (già Rhodesia Meridionale)  | | Aeronautica militare della Rhodesia Meridionale Southern Rhodesian Air Force                                    | | 1939-1954          |
| Zimbabwe (già Rhodesia Meridionale)  | | Unità aerea del Reggimento della Rhodesia Rhodesian Regiment Air Unit                                           | | 1935-1939          |

## Nazioni non più esistenti
| Nazione                          | | | | Anno di fondazione |
| Nazione                          | Forza aerea Nome in lingua originale Denominazione internazionale in lingua ingleseUltima denominazionePrecedente | Forza aerea Nome in lingua originale Denominazione internazionale in lingua ingleseUltima denominazionePrecedente | Forza aerea Nome in lingua originale Denominazione internazionale in lingua ingleseUltima denominazionePrecedente | Anno di fondazione |
| -------------------------------- | --- | --- | --- | ------------------ |
| Austria-Ungheria                 | | Imperial regie Truppe dell'aviazione K.u.k. Luftfahrtruppen (Kaiserliche und Königliche Luftfahrtruppen) Imperial and Royal Aviation Troops | | 1912-1919          |
| Austria-Ungheria                 | | imperiale e regio Servizio aeronautico militare kaiserliche und königliche Militär-Aeronautische Anstalt Imperial and Royal Aviation Service | | 1893-1912          |
| Biafra                           | | Aeronautica militare del Biafra ? Biafran Air Force | | 1967-1970          |
| Cecoslovacchia                   | | Aeronautica militare cecoslovacca Češkoslovenske Vojenske Letectvo CSAF - Czechoslovak Air Force | | 1945-1993          |
| Cecoslovacchia                   | | Aeronautica dell'Esercito cecoslovacco Češkoslovenske Letectvo Czechoslovak Army Air Force | | 1918-1939          |
| Rep. Araba Unita                 | | Aeronautica militare della Repubblica Araba Unita ? United Arab Republic Air Force | | 1958-1961          |
| Rep. Araba Unita                 | | Aeronautica militare egiziana القوات الجوية المصرية (Al-Quwwāt al-Jawwiyya al-Miṣriyya) EAF - Egyptian Air Force | | 1952-1958          |
| Rep. Araba Unita                 | | Aeronautica militare siriana القوّات الجوية العربية السورية (Al-Quwwat al-Jawwiya al-'Arabiyya al-Suriyya) Syrian Air Force | | 1948-1958          |
| Germania Est                     | | Aeronautica militare e Difesa aerea della Repubblica Democratica Tedesca Luftstreitkräfte und Luftverteidigung der Deutschen Demokratischen Republik East German Air Force | | 1956-1990          |
| Jugoslavia                       | | Aeronautica militare e difesa aerea dell'Esercito della Serbia e del Montenegro Ратно ваздухопловство и противваздушна одбрана Војске Србије и Црне Горе (Ratno vazduhoplovstvo i protivvazdušna odbrana Vojske Srbije i Crne Gore) Air Force and anti-aircraft defense of the Army of Serbia and Montenegro | | 2003-2006          |
| Jugoslavia                       | | Aeronautica militare e difesa aerea dell'Esercito Jugoslavo Ратно ваздухопловство и противваздушна одбрана Војске Југославије (Ratno vazduhoplovstvo i PVO Vojske Jugoslavije) Air Force and Anti-Aircraft defense of the Army of Yugoslavia                                                                 | | 1992-2003          |
| Jugoslavia                       | | Aeronautica militare e difesa aerea Jugoslava Југословенско Ратно Ваздухопловство и Противваздушна Одбрана (Jugoslovensko ratno vazduhoplovstvo i protivvazdušna odbrana) Yugoslavian Air Force and Anti-aircraft Defense                                                                                    | | 1945-1991          |
| Jugoslavia                       | | Regia Aeronautica militare jugoslava Југословенско Краљевско Ратно Ваздухопловство и Поморска Авиацијса (Jugoslovensko kraljevsko ratno vazduhoplovstvo i pomorska avijacija) Yugoslavian Royal Air Force and Marine Aviation                                                                                | | 1929-1941          |
| Jugoslavia                       | | Dipartimento di aviazione del Regio esercito jugoslavo Авиацијско Одељење Југословенске Краљевске Армије (Aviacijsko Odeljenje Jugoslovenske Kraljevske Armije) Department of Aviation of the Yugoslavian Royal Army                                                                                         | | 1923-1929          |
| Manciukuò                        | | Aeronautica militare del Manchukuo Dai-Manshū Teikoku Kūgun Manchukuo Air Force | | 1938-1945          |
| Manciukuò                        | | Compagnia trasporto aereo del Manchukuo Manchu Kokuyuso Kabushiki Kaisha Manchukuo Air Transport Company | | 1932-1945          |
| Impero ottomano                  | | Ispettorato dell'Aeronautica militare ottomana Kuva-yı Havaiye Müfettişliği Ottoman Air Force Inspectorate | | 1918-1920          |
| Impero ottomano                  | | Ispettorato dell'Aviazione ottomana Umur-u Havaiye Müfettişliği Ottoman Aviation Affairs Inspectorate | | 1915-1918          |
| Impero ottomano                  | | Ispettorato dell'organizzazione dell'Aviazione ottomana Teşkilat-ı Havaiye Müfettişliği Ottoman Aviation Organization Inspectorate | | 1914-1915          |
| Impero ottomano                  | | Commissione dell'Aviazione (ottomana) Havacılık Komisyonu Ottoman Aviation Commission | | 1911-1914          |
| Impero ottomano                  | | Accademia e Servizio dell'Aviazione navale ottomana Bahriye Tayyare Mektebi ve Havacılık Şubesi Ottoman Naval Aviation Academy and Service | | 1914-1919          |
| Unione Sovietica                 | | Aeronautica Militare sovietica Военно-воздушные силы (Sovetskie Voenno-vozdušnye sily) Soviet Air Force | | 1921-1991          |
| Unione Sovietica                 | | Flotta aerea dei lavoratori e dei contadini Рабоче-крестьянский Красный воздушный флот (Raboče-Krest'janskij Krasnyj vozdušnyj flot) Workers' and Peasants' Air Fleet | | 1917-1921          |
| Vietnam del Sud                  | | Aeronautica militare sud vietnamita Không lực Việt Nam Cộng hòa Vietnam Air Force | | 1954-1975          |
| Yemen del Nord                   | | Aeronautica militare della Repubblica nord yemenita ? Yemen Arab Republic Air Force | | 1962-1990          |
| Yemen del Sud                    | | Aeronautica militare della Repubblica sud yemenita ? South Yemen Air Force | | 1967-1990          |
| Zaire (oggi Rep. Dem. del Congo) | | Aeronautica militare dello Zaire ? Zaire Air Force | | 1971-1997          |